# Реєстр збитків, завданих агресією Російської Федерації проти України
Реєстр збитків, завданих агресією Російської Федерації проти України (Міжнародний реєстр збитків, Реєстр збитків для України), англ. Register of Damage Caused by the Aggression of the Russian Federation Against Ukraine (RD4U) — система обліку заяв фізичних, юридичних осіб та держави Україна про відшкодування збитків, втрат та шкоди, заподіяних агресією Російської Федерації проти України. Це цифрова платформа, яка приймає заяви постраждалих. Це також міжнародна організація, платформа міжурядового співробітництва, що діє в інституційних рамках Ради Європи.
Реєстр збитків є першою складовою всеохопного Міжнародного компенсаційного механізму. Міжнародний компенсаційний механізм складатиметься з трьох елементів: Реєстру збитків, комісії з розгляду заяв та компенсаційного фонду.
Реєстр створено на 3 роки з можливістю подальшого продовження. Реєстр збитків був заснований в травні 2023 Радою Європи, і у квітні 2024 року він почав приймати заяви по першій з 44 категорій.

## Завдання реєстру
Основне завдання реєстру: отримання та обробка заяв і пов'язаних з ними доказів. Це охоплює категоризацію, класифікацію та систематизацію цих заяв на основі різних критеріїв. Очікується, що реєстр буде приймати заяви від постраждалих фізичних, юридичних осіб, держави Україна за 40 категоріями. Категорії заяв включають: втрату життя, катування та сексуальне насильство, а також тілесні ушкодження, примусове переміщення та примусове переселення осіб, втрату майна та доходу, інші форми економічних збитків, пошкодження критичної інфраструктури та інших державних об'єктів, збитки, завдані історико-культурній спадщині, збитки навколишньому середовищу та інші категорії, визначені Радою Реєстру. Заяви подаватимуться до Реєстру через українську цифрову систему «Дія» — мобільний додаток та веб-портал www.diia.gov.ua/rd4u

## Історія

### Резолюція ООН
Після початку широкомасштабного вторгнення Російської Федерації в Україну, постало питання про компенсації постраждалим від російської агресії. У травні 2022 року указом Президента України було створено Робочу групу під керівництвом очільника Офісу Президента Андрія Єрмака для розробки та впровадження міжнародно-правового механізму відшкодування шкоди. Напрямок розробки та впровадження механізму компенсацій очолила заступниця міністра юстиції України Ірина Мудра та експерт у сфері міжнародного права Маркіян Ключковський. Разом з міжнародними партнерами було розроблено концепцію Міжнародного Компенсаційного механізму та передано на розгляд Генеральної Асамблеї ООН. 14 листопада 2022 року Генеральна Асамблея ООН проголосувала Резолюцію A/RES/ES-11/5 «Сприяння здійсненню правового захисту і забезпечення відшкодування шкоди у зв'язку з агресією проти України».
Резолюція передбачає:
- Визнати, що РФ вчинила акт агресії та несе відповідальність. Згідно з нормами міжнародного права має виплатити репарації;
- Необхідність створення Міжнародного компенсаційного механізму;
- Розробку та впровадження Міжнародного Реєстру збитків (складову Міжнародного компенсаційного механізму).

### Резолюція Ради Європи
Разом з міжнародними партнерами Робоча група розпочала реалізацію Резолюції ГА ООН. Виходячи з того, що Міжнародний Реєстр збитків — це міжнародний інструмент, Рада Європи (Council of Europe) запропонувала свій майданчик для створення Міжнародного Реєстру збитків. 12 травня 2023 року на 1466-му засіданні заступників міністрів Ради Європи прийнято Резолюцію CM/Res(2023)3 про встановлення Розширеної часткової угоди про реєстр збитків, завданих агресією Російської Федерації проти України.
Про створення реєстру було оголошено 17 травня 2023 року на IV Саміті глав держав та урядів Ради Європи в Рейк'явіку.

### Декларація «Ризькі принципи»
Під час неформальної конференції міністрів юстиції Ради Європи, що відбулася в Ризі (Латвія), з нагоди Конференції «На шляху до справедливості для України: підвищення відповідальності, возз'єднання дітей із сім'ями та підтримка стійкості системи правосуддя» були зафіксовані у Декларації від 11 вересня 2023 «Ризькі принципи» (англ. Riga Principles) — прийняті для досягнення всеосяжної відповідальності за агресію Російської Федерації проти України та забезпечення відшкодування всім жертвам війни. «Ризькі принципи» містять план дій щодо функціонування Міжнародного реєстру збитків.
Цю декларацію підтримали такі держави-члени і спостерігачі в Раді Європи: Австрія, Албанія, Андорра, Бельгія, Болгарія, Велика Британія, Греція, Грузія, Данія, Естонія, Ірландія, Ісландія, Іспанія, Італія, Кіпр, Латвія, Литва, Ліхтенштейн, Люксембург, Мальта, Молдова, Монако, Нідерланди, Німеччина, Норвегія, Північна Македонія, Польща, Португалія, Румунія, Сан-Марино, Словацька Республіка, Словенія, США, Угорщина, Україна, Фінляндія, Франція, Хорватія, Чехія, Чорногорія, Швейцарія, Швеція.
Презентувала «Ризькі принципи» на зазначеній конференції заступник Міністра юстиції України Ірина Мудра.
Такими принципами є:
- Підхід, що орієнтований перш за все на жертв: міжнародний Реєстр збитків побудований на основі підходу, орієнтованого на потерпілого. Мова йде про надання засобів правового захисту та відшкодування постраждалим, зокрема найбільш уразливим, таким як жінки та діти, які постраждали від насильства.
- Тверда правова основа: Реєстр функціонує на основі всеосяжних положень міжнародного права про те, що будь-яка держава, яка відповідальна за міжнародно-протиправні дії, зобов'язана повністю відшкодувати шкоду, завдану такими діями.
- Авторитет і легітимність: Орієнтований на потерпілого підхід має належним чином враховувати право Європейського суду з прав людини для підвищення міжнародної легітимності та авторитетного характеру Реєстру збитків як масового інструменту обробки претензій.
- Підтримка державних органів України: уся необхідна допомога повинна бути надана національним органам для сприяння координації внутрішніх зусиль для підтримки функціонування Реєстру.
- Узгодженість і сумісність: узгодженість дій і методологій для обробки заяв про збитки повинна бути забезпечена належним чином, у тому числі за допомогою ІТ-інструментів, на національному рівні, в операціях Реєстру збитків і в міжнародних механізмах, що забезпечує їх взаємосумісність.
- Залучення громадянського суспільства: громадські та неурядові організації, включаючи правозахисників, а також потерпілих повинні бути залучені до розробки категорій позовів, доказів і процедур відповідними національними та міжнародними органами.
- Ефективне відшкодування: Реєстр збитків — перший крок для забезпечення того, щоб Росія заплатила за шкоду, завдану Україні своєю незаконною війною. Реєстр має стати першим компонентом майбутнього міжнародного механізму компенсації, який допоможе забезпечити повне та ефективне відшкодування Україні та жертвам агресії.

### Обрання Ради реєстру
17 листопада 2023 в Раді Європи відбулося третє засідання Конференції учасників Міжнародного реєстру збитків. Участь у засіданні взяли 44 держави. На конференції було обрано на трирічний термін сімох членів Ради Реєстру: Юлія Кирпа (Україна), Норберт Вюлер (Norbert Wühler, Німеччина), К'яра Джорджетті (Chiara Giorgetti, Італія), Роберт Спано (Robert Spano, Ісландія), Вейо Хейсканен (Veijo Heiskanen, Фінляндія), Люсі Рід (Lucy Reed, Сполучені Штати) та Александра Менжиковська (Aleksandra Mężykowska, Польща). За словами Ірини Мудрої, яка брала участь у цій конференції, обраний склад Ради Реєстру складається з висококваліфікованих професіоналів із практичним досвідом в питаннях репарацій, роботі різних компенсаційних комісій та потужним академічним бекграундом.

### Висновки Європейської Ради
15 грудня 2023 Європейська Рада опублікувала висновки щодо України, в яких заявила, що Росія та її керівництво повинні понести повну відповідальність за ведення загарбницької війни проти України та інші найбільш серйозні злочини за міжнародним правом, а також за величезні збитки, завдані її війною. Європейська Рада закликала продовжити роботу щодо створення майбутнього механізму виплати компенсації. Вона знову заявила про свою підтримку створеного Радою Європи Реєстру збитків, завданих агресією Російської Федерації проти України, як першого відчутного кроку в цьому напрямі.

### Реакція Росії
У 2025 році регістр було оголошено «небажаною організацією» у Росії.

## Діяльність реєстру
2 квітня 2024 розпочалося приймання заяв від українців про житло (приватні будинки, квартири, житлові приміщення, дачні будинки, садові будинки, садиби, житлові будинки садибного типу), пошкоджене чи зруйноване внаслідок російської агресії. Заяви приймаються через сервіс «Дія». Прогнозується, що в сегменті житла до Реєстру надійде від 300 до 600 тис. заяв від постраждалих, а загалом очікується до 8 млн заяв від усіх, кого торкнулася війна.